# Drama Totală: Insula Pacatel
Dramă Totală: Insula Pacatel (engleză Total Drama: Pahkitew Island) este partea a doua din cele 26 de episoade difuzate de Teletoon și Cartoon Network în cadrul sezonului 5 al Dramei Totale. Acest sezon prezintă o nouă generație de concurenți pe o nouă insulă. Aceasta este cea mai nouă locație după Platourile de Film Abandonate din Acțiune: Dramă Totală. 
Premiera în România ar fi trebuit să fie în 23 iulie 2014 tot pe Cartoon Network dar a fost mutată de două ori, mai întâi în 25 august 2014 iar în final a început în 10 noiembrie 2014.

## Despre serial
Aidoma primei părți din sezonul 5, Drama Totală: Reuniunea Vedetelor, acest sezon aduce în prim plan un set nou de 14 concurenți pe o nouă insulă care concurează pentru premiul cel mare: 1.000.000$. Regula rămâne aceiași: concurenții vor concura, iar cei care nu fac față probelor, vor vota un membru al echipei. Și acest sezon are ca gazdă prezentator pe Chris McLean (Richard Balint) și co-prezentatorul Bucătarul Satâr (Sebastian Lupu).
La începutul competiției, 14 concurenți vor fi plasați în 2 echipe. În fiecare episod, cele două echipe vor fi supuse la probe și doar o echipă, datorită unui concurent, va câștiga. Echipa pierzătoate se va prezenta seara la Ceremonia la Focul de Tabără, unde în urma unor voturi, toți cu excepția unuia vor primi Nalbe, ca simbol al imunității. Membrul cu cele mai multe voturi va pleca din joc luând Tunul Rușinii.

## Personaje și dublaje
Mai jos, lista personajelor și dublajele:
- Richard Balint - Chris McLean
- Florian Silaghi - Shawn, Leonard
- Alina Leonte - Sky
- Gabriela Codrea - Sugar, Scarlett
- Anda Tămășanu - Jasmine
- Andrian Locovei - Max
- Cosmin Petruț - Dave, Rodney
- Radu Tudor - Topher
- Iulia Tohotan - Ella
- Ioana Perneș - Samey, Amy
- Sebastian Lupu - Bucătarul Satâr
- Petre Ghimbășan - Bărbosul

Dublajul a fost realizat de studiourile BTI.

## Echipe
Sunt două echipe în Dramă Totală: Insula Pacatel (amândouă cu nume provenite din alte limbi) fiind Pimâpotew Kinosewak (traducând: Somonii Plutitori) și Waneyihtam Maskwak (traducând: Urșii Confuzi), amândouă cu un număr de 7 membrii. Aici sunt membrii originali ai echipelor:
- Pimâpotew Kinosewak: Amy, Max, Jasmine, Rodney, Samey, Scarlett, și Topher.
- Waneyihtam Maskwak: Bărbosul, Ella, Dave, Sky, Shawn, Leonard, și Sugar.

- Max și Sky au schimbat echipele în episodul 07, înainte de începerea ceremoniei de eliminare.

## Episoade
| Premiera în România | N/o | Titlu român                           | Titlu englez                  |
| ------------------- | --- | ------------------------------------- | ----------------------------- |
|                     |     |                                       |                               |
| SEZONUL 6           |     |                                       |                               |
|                     |     |                                       |                               |
| 10.11.2014          | 01  | Așadar asta e echipa mea?             | So, Uh This Is My Team?       |
|                     |     |                                       |                               |
| 11.11.2014          | 02  | Te iubesc, murdăriciule!              | I Love You, Grease Pig!       |
|                     |     |                                       |                               |
| 12.11.2014          | 03  | Familia nu e totul                    | Twinning Isn't Everything     |
|                     |     |                                       |                               |
| 13.11.2014          | 04  | Te iubesc, nu te iubesc               | I Love You, I Love You Knots  |
|                     |     |                                       |                               |
| 14.11.2014          | 05  | Amintiri din trecut                   | A Blast From the Past         |
|                     |     |                                       |                               |
| 17.11.2014          | 06  | Mai multe maimuțe, mai multe probleme | Mo' Monkey Mo' Problems       |
|                     |     |                                       |                               |
| 18.11.2014          | 07  | Aici nu-i ca acasă!                   | This is the Pits!             |
|                     |     |                                       |                               |
| 19.11.2014          | 08  | Trei zone și un bebeluș               | Three Zones and a Baby        |
|                     |     |                                       |                               |
| 20.11.2014          | 09  | Aruncă și ascunde-te!                 | Hurl and Go Seek!             |
|                     |     |                                       |                               |
| 21.11.2014          | 10  | Scarlett explodează                   | Scarlett Fever                |
|                     |     |                                       |                               |
| 24.11.2014          | 11  | Coordonatele Sky Fall                 | Break Back Mountain           |
|                     |     |                                       |                               |
| 25.11.2014          | 12  | Plini de talent                       | Pahk'd With Talent            |
|                     |     |                                       |                               |
| 26.11.2014          | 13  | Minciuni, plânsete și un mare premiu  | Lies, Cries and One Big Prize |
|                     |     |                                       |                               |

## Tabel de eliminări
| #  | Lista de eliminați               |                                  |
| -- | -------------------------------- | -------------------------------- |
| 1  | Beardo                           |                                  |
| 2  | Leonard                          |                                  |
| 3  | Amy                              |                                  |
| 4  | Rodney                           |                                  |
| 5  | Amy (din nou) și Samey           |                                  |
| 6  | Ella                             |                                  |
| 7  | nimeni                           |                                  |
| 8  | Topher                           |                                  |
| 9  | Dave                             |                                  |
| 10 | Scarlett și Max                  |                                  |
| 11 | Jasmine                          |                                  |
| 12 | Sugar                            |                                  |
| 13 | Învingător: Shawn Pierzător: Sky | Învingător: Shawn Pierzător: Sky |